# 산타클로스 더 컨커스 마티언스
《산타클로스 화성을 정복하다》(영어: Santa Claus Conquers the Martians 산타클로스 콩커스 더 마션스[*])는 미국에서 제작된 니컬러스 웹스터 감독의 1964년 크리스마스 SF 코미디 영화이다. 존 콜 등이 출연하였고, 폴 L. 제이컵슨 등이 제작에 참여하였다. 산타 할머니가 등장한 것이 확인된 최초의 영화이다.
역대 최악의 영화 중 하나로 꼽히지만 한편으로는 컬트 영화화되었다.

## 줄거리
화성인들은 화성 아이들 재교육을 위해 화성에도 지구처럼 산타클로스가 필요하다는 판단 하에 지구 어린이 둘에게 다양한 가짜 산타들 가운데 진짜 산타 하나를 가려내게 한 뒤 산타와 같이 화성으로 납치해 버린다. 
산타와 아이들은 화성에 공장을 세워 화성 아이들에게 나눠 줄 선물을 만들고, 이런 산타를 좋게 본 화성 왕의 조수는 산타 복장을 입고 산타 흉내를 내고 다닌다. 지구 문화가 화성을 망칠 것을 우려하던 화성인 무리는 산타를 납치하려다가 착각으로 왕의 조수를 납치한다. 
계획이 물거품이 된 산타 반대파는 체포되고, 왕의 조수는 화성의 산타로 인정을 받고, 산타와 아이들은 지구로 돌아가게 된다. 

## 출연진
- 존 콜
- 레너드 힉스
- 빈센트 벡
- 빌 매커천
- 빅터 스타일스
- 도나 컨포티
- 크리스 몬스
- 피아 저도라
- 레일라 마틴
- 네드 워티머
- 칼 돈

## 같이 보기
- 크리스마스 영화 목록